# Martita Hunt
Martita Hunt (* 30. Januar 1900 in Buenos Aires; † 13. Juni 1969 in London) war eine britische Schauspielerin.

## Leben
Gebürtig auf einer Ranch in Argentinien, kam Martita Hunt im Alter von zehn Jahren zusammen mit ihren Eltern in deren Heimat und wuchs in Eastbourne auf. In einem kurzen Krimi gab sie 1920 ihr Filmdebüt, 1921 debütierte sie am Theater als Mitglied der Liverpool Repertory Company.
1923 erschien sie erstmals im Londoner Westend. Die dortigen Bühnen sowie ab 1929 das Old Vic Theatre bildeten fortab ihre bevorzugten Auftrittsorte. Zu ihren Rollen gehörten die Titelfigur in Die schöne Helena, Portia in Der Kaufmann von Venedig, die Amme in Romeo und Julia, Emilia in Othello, Gräfin Aurelia in Die Irre von Chaillot und Mascha in Die Möwe. 1949 erhielt sie einen Tony Award als beste Hauptdarstellerin für ihre schauspielerische Leistung in Die Irre von Chaillot.
Seit 1932 war sie eine vielbeschäftigte Darstellerin beim Film. Sie spielte in Nebenrollen schon früh Frauenrollen, die deutlich älter als sie selbst waren, und oft einen seltsamen, verschrobenen, manchmal auch unheimlichen Charakter hatten. Beispielsweise waren das Adelige, reiche Erbtanten oder allgemein Damen aus guter Gesellschaft. Zu ihren bekanntesten Filmauftritten zählt die Miss Havisham in Geheimnisvolle Erbschaft (1946), David Leans Verfilmung von Charles Dickens’ Große Erwartungen. In dem Historienfilm Becket war sie 1964 als Königin Matilda zu sehen.

## Filmografie (Auswahl)
- 1933: Ich war Spion (I Was a Spy)
- 1935: King of the Damned
- 1939: Auf Wiedersehen, Mr. Chips (Goodbye, Mr. Chips)
- 1940: In der Villa Rose (At the Villa Rose)
- 1941: Eine ruhige Hochzeit (Quiet Wedding)
- 1942: Der große Händel (The Great Mr. Handel)
- 1943: Der Herr in Grau (The Man in Grey)
- 1945: Die Frau ohne Herz (The Wicked Lady)
- 1946: Geheimnisvolle Erbschaft (Great Expectations)
- 1948: Die kleine Ballerina (The Little Ballerina)
- 1948: Anna Karenina
- 1949: Lady Windermeres Fächer (The Fan)
- 1952: Robin Hood und seine tollkühnen Gesellen (The Story of Robin Hood and His Merrie Men)
- 1953: Wiedersehen in Monte Carlo (Melba)
- 1956: Anastasia
- 1957: Im Dienste des Königs (Dangerous Exile)
- 1957: Zustände wie im Paradies (The Admirable Crichton)
- 1957: Spione am Werk (Les Espions)
- 1958: Jakobowsky und der Oberst (Me and the Colonel)
- 1958: Bonjour Tristesse
- 1959: Die erste Nacht (La prima notte)
- 1960: Dracula und seine Bräute (The Brides of Dracula)
- 1960: Nur wenige sind auserwählt (Song Without End)
- 1962: Die Wunderwelt der Gebrüder Grimm (The Wonderful World of the Brothers Grimm)
- 1964: Goldgräber-Molly (The Unsinkable Molly Brown)
- 1964: Becket
- 1965: Bunny Lake ist verschwunden (Bunny Lake Is Missing)
- 1969: Ein liebenswertes Freudenhaus (The Best House in London)